# Greatest Hits, Vol. II (Queen)
Greatest Hits II este o compilație din 1991 a trupei Queen. A atins primul loc în topul britanic al albumelor. Discul conține majoritatea hiturilor europene ale formației din intervalul 1981 - 1991. Albumul a fost lansat cu mai puțin de o lună înainte de moartea vocalistului Freddie Mercury și este ultimul material Queen lansat cât Mercury era încă în viață. Mai târziu albumul a fost disponibil și în Statele Unite sub forma a două box set-uri: Greatest Hits I & II și The Platinum Collection: Greatest Hits I, II & III. 
Un material video numit Greatest Flix II a fost lansat în același timp dar acum nu se mai găsește. Majoritatea videoclipurilor se găsesc acum pe DVD-ul Greatest Video Hits 2 cu excepția videoclipurilor de pe albumul Innuendo.

## Tracklist
1. "A Kind of Magic" (Roger Taylor) (4:22)
2. "Under Pressure" (Queen, David Bowie ) (3:56)
3. "Radio Ga Ga" (Taylor) (5:43)
4. "I Want It All" (Queen) (4:01)
5. "I Want to Break Free" (John Deacon) (4:18)
6. "Innuendo" (Queen) (6:27)
7. "It's a Hard Life" (Freddie Mercury) (4:09)
8. "Breakthru" (Queen) (4:09)
9. "Who Wants to Live Forever" (Brian May) (4:57)
10. "Headlong" (Queen) (4:33)
11. "The Miracle" (Queen ) (4:54)
12. "I'm Going Slightly Mad" (Queen) (4:07)
13. "The Invisible Man" (Queen) (3:58)
14. "Hammer to Fall" (May) (3:40)
15. "Friends Will Be Friends" (Mercury, Deacon) (4:08)
16. "The Show Must Go On" (Queen) (4:23)
17. "One Vision" (Queen) (4:02)

## Componență
- Freddie Mercury - voce, claviaturi
- Brian May - chitară, voce
- Roger Taylor - tobe, voce
- John Deacon - bas